# Herbicid
Herbicid je substanca, ki uničuje nezaželeno rastlinje. Poznamo selektivne in neselektivne herbicide. Selektivni uničujejo določene vrste nezaželenega rastja, medtem ko pusti ostale rastline relativno nepoškodovane. Nekatere rastline so sposobne proizvajati svoje naravne herbicide, kot na primer orehi (Juglans). Povečini se herbicidi uporabljajo v kmetijstvu, v manjšem obsegu pa tudi železništvo, ter v ostalih dejavnostih, ki se ukvarjajo z urejanjem ali poseganjem v okolje.

## Zgodovina
Prvi širše uporabljen herbicid je 2,4-diklorofenoksična kislina ali 2,4-D. Propagiralo ga je podjetje Sherman-Williams paint company v zgodnjih 40'. Pridobivanje in proizvodnja je bila zelo enostavna in poceni. Učinkuje na večino širokolistnih rastlin, medtem ko pusti travnate bilke relativno nepoškodovane. Zaradi nizke cene in enostavne izdelave je še vedno eden izmed najbolj razširjenih herbicidov po svetu.

V poznih 50' so predstavili novo družino herbicidov Traizini, ki vsebujejo Atrazin. Ta družina herbicidov je trenutno pod drobnogledom, saj naj bi imela velike vplive na onesnaženje podtalnice.Glifosat je bil predstavljen 1974 za neselektivno kontrolo plevela. Sedaj se uporablja, tudi kot selektivni herbicid, saj so razvili rastline katere so odporne nanj.

Današnji razvoj herbicidov gre predvsem v smeri ohranjanja okolja in zmanjševanjem vpliva nanj. Prioriteta je, da se herbicid lahko razgradi v zemlji v relativno kratkem časovnem obdobju in ne pušča za seboj kakšin hudih posledic na okolju ali ljudeh.

## Zdravstveni in okoljski učinki
Herbicidi imajo širok razpon toksičnosti. Pri višjih koncentracijah lahko pride do pojavov kancerogenosti ter pojavih drugih dolgoročnih zdravstvenih težav, kot je Parkinsonova bolezen.
Herbicidi povzročajo široko paleto učinkov na človeka vse od blagih draženj kože do smrti. Fenoksi ehrbicidi so po navadi kontaminirani z dioksini kot npr.: TCDD. Raziskave so pokazale, da taka kontaminacija povečuje tveganje rakastih obolenj. Izpostavljenost Triazinu je tesno povezano s pojavom raka na dojkah. Poleg splošno znanin tveganj pri uporabi herbicidov je v veliko tržno dostopnih herbicidih prisotno mnogo drugih kemikalij, katere imajo tudi negativen vpliv na človeka ter okolje.
Negativno vplivajo herbicidi tudi na populacijo ptic. Ne toliko zaradi toksikološke narave samih herbicidov, ampak zaradi krčena določenega rastlinja od katerih so nekatere ptice posredno ali neposredno odvisne.

## Vrste herbicidov glede na obseg prodiranja in gibanja v rastlinah
Herbicidne snovi največkrat nanašamo s postopki škropljenja. Kapljice škropilne brozge se ujamejo na površju organov plevelov. Nanesene herbicidne snovi lahko učinkujejo že na celice povrhnjic, lahko pa vstopijo v notranjost organov, se porazdelijo po njih, in šele nato začnejo delovati v ciljnih tkivih. Najpogosteje so to rastni vršički - Meristemi.

### Dotikalni - kontaktni herbicid
Aktivne snovi dotikalnih herbicidov ne prodrejo globoko v notranjost rastlinskih tkiv in se ne prenašajo po njih s pomočjo mehanizmov aktivnega transporta ali po prevodnih sistemih. Delujejo predvsem na tistem mestu, kjer so kapljice škrobilne brozge zadele posamezne organe rastline.

### Sistemični - translokacijski herbicid
Sistemični herbicidi po nanosu na organe rastlin preidejo skozi njihove povrhnjice v notranjost organov in se prenašajo po njihovih sokovih. Pri številnih herbicidih pride do končnega mesta delovanja le 30 odstotkov snovi od celotne snovi, ki smo jo ob škropljenju nanesli na površine listov ali korenin. Sistemičnost nam omogoča, da prizadenemo tudi podzemne organe, ki jih sicer pri škropljenju ne dosežemo.

## Vrste herbicidov po načinu uporabe

### Talni herbicid
Talne herbicide najpogosteje uporabljamo pred vznikom plevelov in gojenih rastlin, lahko pa jih uporabimo tudi v zgodnjih razvojnih stadijih po vzniku. V trajnih nasadih jih uporabljamo pod krošnjami dreves, grmov in trt. Ti herbicidi najpogosteje delujejo kot zaviralci kalitve plevelov. Njihovo delovanje v tleh je dolgotrajno - rezidualni učinek. Ta lastnost je s stališča zatiranja plevelov dobrodošla, s stališča ekologije pa manj primerna.

### Listni herbicid
Listne herbicide ob škropljenju nanesemo na zelene nadzemne dele plevelov. Pri njih moramo upoštevati številne fiziološke, razvojne in vremenske dejavnike, ki odločajo o uspehu. Na splošno velja, da je učinkovitost pri dotikalno delujočih herbicidih največja pri nižnih razvojnih stadijih plevelov. Z omenjenimi herbicidi skušamo plevele zatreti v stadiju kličnih listov in do stadija treh ali štirih listov. Pozneje se učinkovitost zmanjša. Poškropiti moramo čim večji del površine listov tako, da se plevelu ne uspe obnoviti.

### Herbicidi s kombiniranim delovanjem
Ta skupina hebicidov ima kombinirane lastnosti. Lahko jih uporabljamo pred vzlikom ali po njem. Navadno imajo tudi sistemične lastnosti. Obdobje za njihovo uporabo je dolgo, kar je za praktika (uporabnika) dobra lastnost. Če se po uporabi po listju izperejo z organov plevelov, lahko še vedno deluje prek tal. Značilne snovi iz te skupine herbicidov so na primer atrazin (uporaba v koruzi), metamitron (uporaba v sladkorni pesi) in metribuzin (uporaba v krompirju).

## Najbolj znani herbicidi
2,4-D, Aminopiralid, Atrazin, Klopiralid, Dikamba, Metolaklor - učinek na širokolistnih rastlinah
Imazapir, Pikloram, Pendimetalin - učinek na večino zelenih rastlin
- 2,4-D 3D
- Atrazin 3D
- strukturna formula Metolaklorja
- strukturna formula Pendimitalin